# Radio Laâyoune
Radio Laâyoune (للعيون en arabe) est une station de radio généraliste régionale publique marocaine couvrant la totalité du territoire du Sahara occidental.

## Histoire de la radio
Conçue par le royaume chérifien comme le premier jalon de la mise en place du plan d'autonomie pour le Sahara occidental en dotant la province d'un outil moderne de développement politique, économique et social, Radio Laâyoune vise surtout à contrecarrer les incursions médiatiques du mouvement indépendantiste Front Polisario qui possède une radio en Algérie captée au Sahara ainsi qu'un site Internet très actif.
En même temps que la Chaîne Nationale et toutes les stations radios de la SNRT, Radio Laâyoune a changé d'habillage et de logo le 28 avril 2007.

## Organisation

### Dirigeants
Président Directeur Général :
- Fayçal Laraichi

Directeur :
- Eddah Mohamed Laghdaf

### Capital
Radio Laâyoune est une filiale à 100 % de la Société nationale de radiodiffusion et de télévision (SNRT) qui est une société de participation détenue par l'État marocain.

### Siège
La radio est basée à Laâyoune, chef-lieu du Sahara Occidental.

## Programmes
La radio est généraliste et diffuse des programmes d'information politique, sociale, du sport, des programmes éducatifs et des émissions religieuses. Mais, elle se consacre surtout au patrimoine culturel sahraoui (Théâtre et musique Hassaniyya) et à la promotion du projet d'autonomie sous la souveraineté marocaine.